# Húnaflói
Húnaflói – zatoka w północno-zachodniej Islandii, między półwyspem obejmującym Fiordy Zachodnie a półwyspem Skagi. Jest jedną z większych zatok u wybrzeży wyspy - ma około 100 km długości i 50 km szerokości. Linia brzegowa zatoki jest dobrze rozwinięta. Można wydzielić siedem większych bocznych zatok (idąc od północnego zachodu): Bjarnarfjörður, Steingrímsfjörður, Kollafjörður, Bitrufjörður, Hrútafjörður, Miðfjörður i Húnafjörður. Ważniejsze półwyspy to Vatnsnes i Heggstaðanes. Do zatoki uchodzą rzeki: Blanda, Vatnsdalsá, Viðidalsá, Miðfjarðará i Hrútafjarðará.
Do większych miejscowości położonych nad zatoką należą: Hólmavík i Drangsnes (nad fiordem Steingrímsfjörður), Borðeyri (nad fiordem Hrútafjörður), Hvammstangi (nad fiordem Miðfjörður), Blönduós (nad fiordem Húnafjörður) oraz Skagaströnd (na wschodniem brzegu Húnaflói). Wzdłuż południowego wybrzeża biegnie droga nr 1, wzdłuż zachodniego - droga nr 68 i droga nr 61, a wzdłuż wschodniego - droga nr 74.
Obszary nad zatoką wchodzą w skład gmin: Árneshreppur, Kaldrananeshreppur i Strandabyggð na zachodnim wybrzeżu, Húnaþing vestra i Húnavatnshreppur na południowym wybrzeżu oraz Blönduósbær, Skagabyggð i Skagaströnd na wschodnim wybrzeżu.